# Hynek Bulín

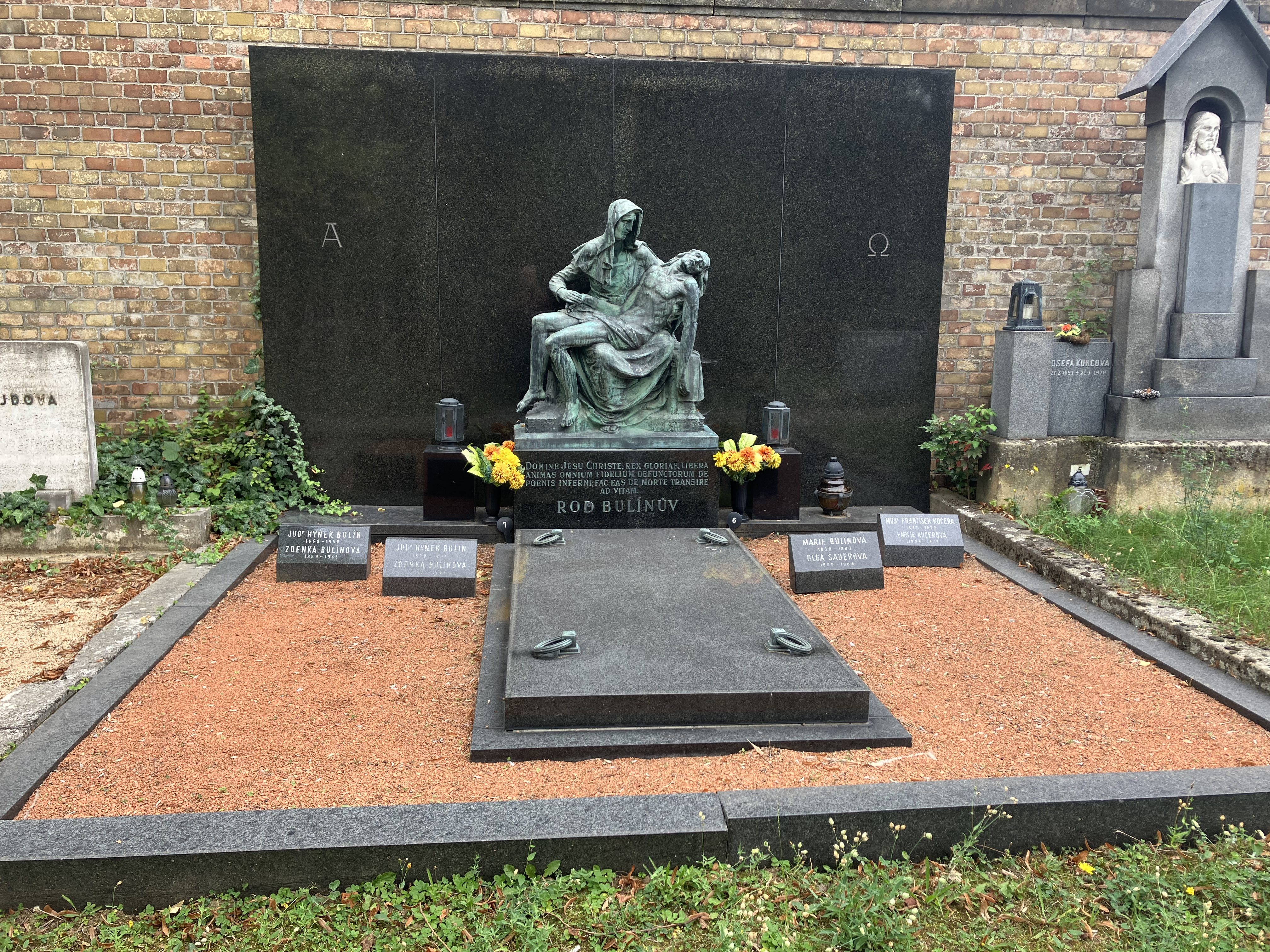
Hrob Hynka Bulína

Hynek Bulín (13. prosince 1869 Horní Heršpice – 18. května 1950 Brno) byl český právník, spisovatel, žurnalista, zakladatel Lidové strany na Moravě (Bulín) a po vzniku Československa poslanec Revolučního národního shromáždění za Českou státoprávní demokracii, respektive za z ní vzniklou Československou národní demokracii.

## Biografie
Vychodil školu v Tetčicích u Rosic, potom v letech 1880–1889 české vyšší gymnázium v Brně a v období let 1890–1896 absolvoval Právnickou fakultu Karlo-Ferdinandovy univerzity v Praze, kde roku 1900 získal titul doktor práv. Pak působil jako advokát v Brně.
V brněnském kostele svatého Tomáše se 29. září 1900 oženil s Zdenkou Fillovou (1880–1963), sestrou akademického malíře a sochaře Emila Filly. Měli spolu jediného syna Hynka Bulína mladšího (1908–1996).
Politicky aktivní byl již za Rakouska-Uherska. Už koncem 19. století do politiky vstoupil jako součást hnutí Mladá Morava, tvořeného pokrokovými studenty, majícími blízko k mladočechům. Roku 1913 založil Lidovou stranu na Moravě (Bulín), čímž navázal na stejnojmenný politický subjekt, který na Moravě působil na přelomu 19. a 20. století století pod vedením Adolfa Stránského. Zakladatelé staronové strany kritizovali odklon původní strany Adolfa Stránského od jejích programových cílů. Kritizovali přílišnou moc Adolfa Stránského a jeho distanc vůči mladočeské straně v Čechách. Tento konflikt se ve straně vyostřil již roku 1911, tehdy se ale Stránskému podařilo přesvědčit část stranických aktivistů, aby nepřikročili k zamýšlenému zřízení nové promladočesky orientované strany.
Ve volbách do Říšské rady roku 1907 se stal poslancem Říšské rady (celostátní parlament), kam byl zvolen za český okrsek Morava 11. Usedl do poslanecké frakce Český klub jako hospitant. Ve vídeňském parlamentu setrval do konce funkčního období sněmovny, tedy do roku 1911. V letech 1913–1918 byl potom poslancem Moravského zemského sněmu.
Za první světové války se od léta roku 1915 podílel na činnosti českého tajného odbojového výboru Maffie na Moravě, v němž spolupracoval s Richardem Fischerem, vedoucím skupiny Maffie v Olomouci, nebo sokolským funkcionářem Josefem Scheinerem. V létě roku 1918 se stal členem Zemské hospodářské rady pro Moravu a usedl také do československého Národního výboru na Moravě. Od října 1918 se aktivně podílel coby člen Moravského národního výboru v Brně na přebírání moci československými úřady v moravské metropoli. 1. listopadu 1918 převzal soudní správu země moravské a 6. listopadu 1918 i obecní správu města Brna, přičemž pronesl projev z okna radnice. 13. listopadu přijal přísahu českého vojska na náměstí Svobody. V letech 1918–1919 zasedal v Revolučním národním shromáždění. V tomto zákonodárném sboru zasedal za Českou státoprávní demokracii, později přetvořenou v národní demokracii.
Byl také členem Státního soudu a v letech 1931 až 1937 působil jako třetí český a celkově 12. prezident moravské advokátní komory. V roce 1924 si dal architektem Vladimírem Fischerem na svahu Žlutého kopce v Brně postavit velkoryse pojatou vilu, kterou jeho syn, částečně pod vlivem dobových okolností, daroval po roce 1948 Akademii věd.
Je pohřben na Ústředním hřbitově v Brně, sk. 61/hr. 6-8.